# Manarola
Manarola – miejscowość w gminie Riomaggiore we Włoszech, w prowincji La Spezia w regionie Liguria. Stanowi część Cinque Terre.
W miejscowości znajduje się przystanek kolejowy Manarola.

## Historia i opis
Manarola znajduje się w odległości 1,28 km od Riomaggiore. Położona jest 70 m n.p.m. i liczy 398 mieszkańców. Niewielka, podobna z wyglądu do Riomaggiore, zbudowana została na brzegach rzeki Rio Groppo, która obecnie płynie pod jej głównymi ulicami, Via Discovolo i Va Birolli. Pochodzenie nazwy miejscowości jest niepewne; zdaniem niektórych być może pochodzi ona od łacińskiego magna roea – wielkie koło, o czym świadczyć miałby stojący w miejscowości stary młyn wodny. Główne ulice przecinają carruggi – wąskie uliczki schodzące do morza. Najważniejszym zabytkiem Manaroli jest kościół San Lorenzo, widoczny ponad dachami domów. Został on zbudowany w stylu gotyckim w 1338 roku z miejscowego piaskowca. Stojąca naprzeciwko jego fasady dzwonnica pełniła kiedyś rolę wieży strażniczej. Nieopodal znajduje się Oratorio dei Disciplinati, dawniej szpital, a obecnie sala wystawowa. Z punktu widokowego Punta Buonfiglio rozciąga się widok na samą Manarolę oraz na Monterosso i Corniglię.